# Han d'Amir-aga
Le han d'Amir-aga (en serbe cyrillique : Амир-агин хан ; en serbe latin : Amir-agin han) est un han (une auberge) du XVIIe siècle située à Novi Pazar (district de Raška, Serbie). Il est inscrit sur la liste des monuments culturels de grande importance de la république de Serbie (identifiant no SK 368),,.

## Présentation
Le han, situé 2 rue Rifata Burdževića, se trouve dans le centre ancien de la ville, dans un secteur de boutiques d'artisanat qui témoignent encore de l'activité de la vieille čaršija de la rive gauche de la rivière Raška,. Il a été construit au XVIIe siècle,. Au début de la seconde moitié du XVIIe siècle, le voyageur ottoman Evliya Çelebi signale qu'il y avait six hans (auberges) à Novi Pazar ; il n'en reste aujourd'hui que deux, dont le han d'Amir-aga,.
Sur le plan architectural, le han diffère des bâtiments caractéristiques de ce type car son plan a été conditionné par sa position à l'angle de deux rues,. La partie principale de l'auberge, qui se compose d'un rez-de-chaussée et d'un étage, servait d'hébergement aux voyageurs et l'on y accédait directement depuis la rue par une entrée bien conservée dont les portes étaient fermées par des chaînes en fer ; contrairement à l'usage, les chambres donnaient sur la rue et non sur la cour intérieure. Dans la cour se trouvait un autre bâtiment constitué d'un simple rez-de-chaussée, beaucoup plus spacieux, servant d'étable aux chevaux, aux mules et aux chameaux,,.
Le han était construit en pierre et en adobe, avec deux rangées de piliers en bois qui soutenaient le toit de grande envergure.
Des travaux de conservation ont été réalisés à partir de 1975 ; en particulier, les poutres endommagées ainsi que toute la structure du toit ont été changées ; l'espace intérieur a été réaménagé.
Aujourd'hui, le han propose une restauration moderne dans un but touristique,.